# مونت چانین (دلاویر)
مونت چانین (به انگلیسی: Montchanin) یک منطقهٔ مسکونی در ایالات متحده آمریکا است که در شهرستان نیوکاسل، دلاویر واقع شده‌است. مونت چانین ۹۲٫۹۷ متر بالاتر از سطح دریا واقع شده‌است.